# Сяре
Сяре (ест. Säre) — село в Естонії, входить до складу волості Антсла, повіту Вирумаа.